# Přechod Merkuru

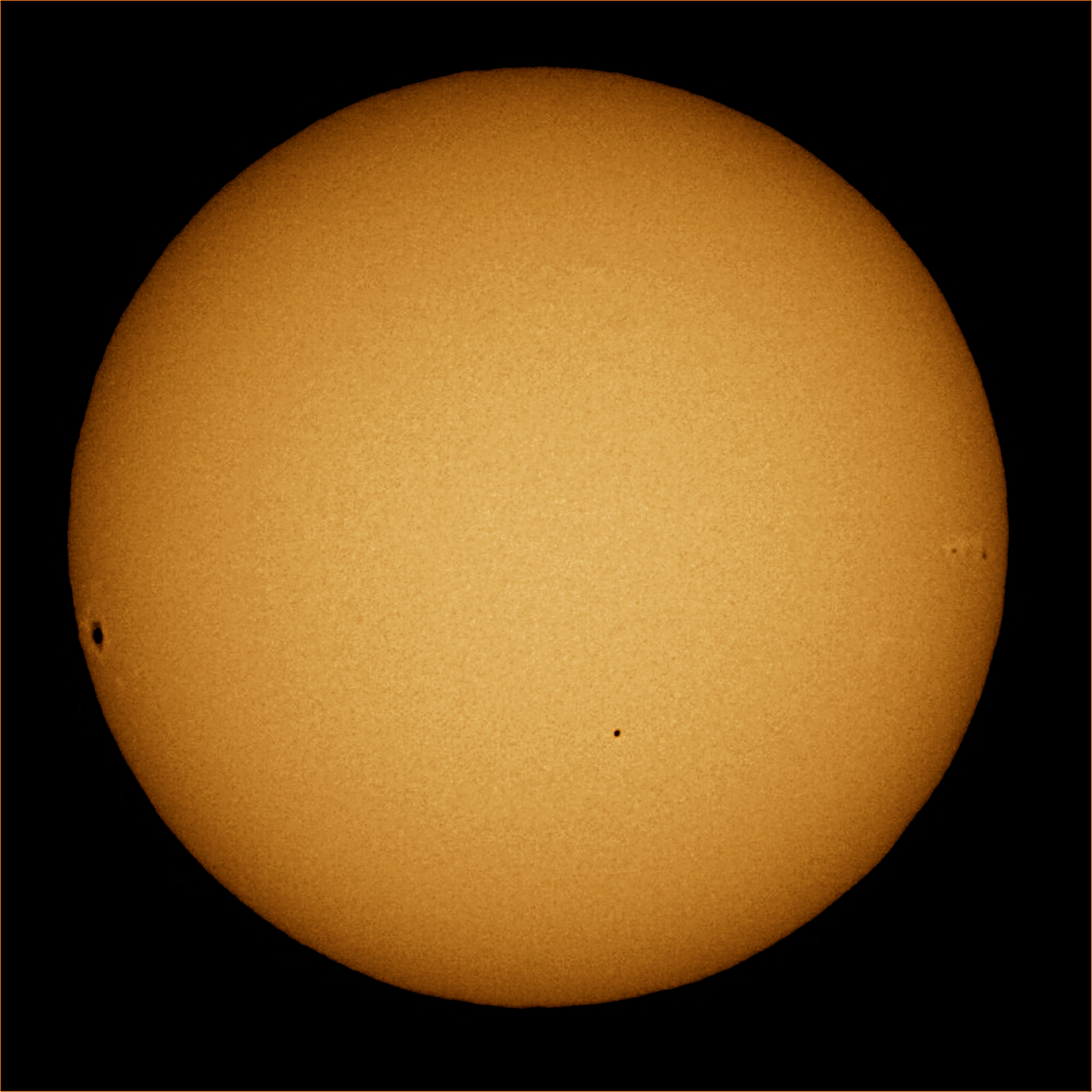
Přechod Merkuru 8. listopadu 2006 spolu se slunečními skvrnami číslo 921, 922 a 923

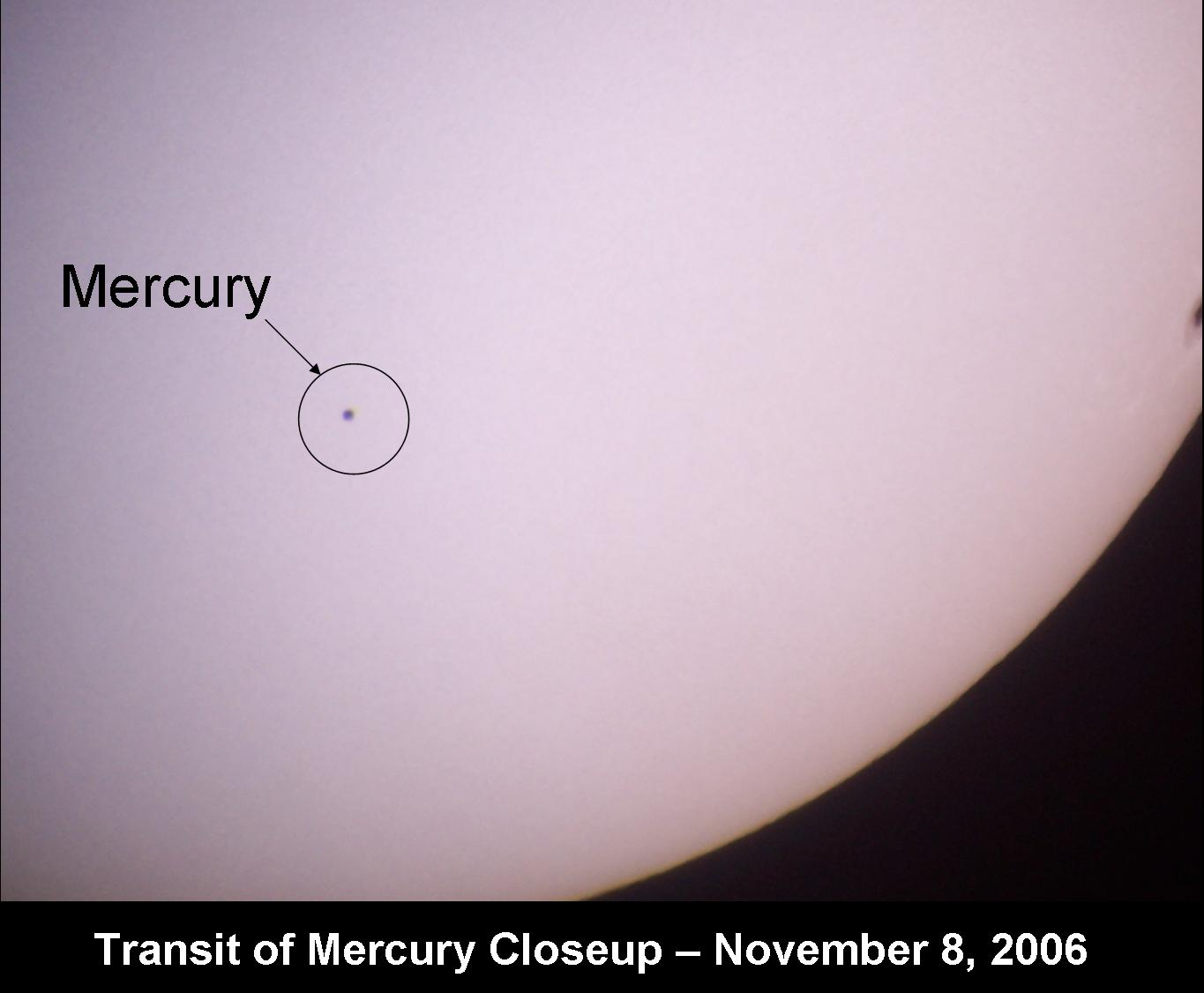
Výřez ze slunečního disku při přechodu Merkuru 8. listopadu 2006

Přechod Merkuru (též tranzit Merkuru) přes sluneční disk je astronomická událost, během níž planeta Merkur projde přímo mezi Sluncem a Zemí, a zakryje tak malou část slunečního kotouče. Merkur může být během přechodu pozorován ze Země jako malá černá tečka pohybující se napříč slunečním kotoučem.
Přechody Merkuru jsou ze Země mnohem častěji viditelné než přechody Venuše, neboť nastávají 13- či 14krát za století, částečně i proto, že Merkur je blíže Slunci a obíhá rychleji. Tyto úkazy mohou nastat v květnu nebo listopadu, přičemž listopadové přechody se opakují v 7, 13- či 33letých intervalech, zatímco květnové pouze ve 13- či 33letých intervalech. Poslední přechod Merkuru, který se odehrál 9. května 2016, začal na území České republiky přibližně v 13:12 SELČ (11:12 UTC) a trval do západu Slunce. Konec jevu (20:42 SELČ, 18:42 UTC) nebyl na území České republiky viditelný, protože Slunce s Merkurem již byly za obzorem.
Merkur se během květnového přechodu nachází poblíž svého afélia a jeho úhlový průměr je 12", během listopadového přechodu je poblíž svého perihélia a jeho úhlový průměr je 10". Během přechodu může být pozorován optický jev zvaný efekt černé kapky, i když bývá méně patrný, než při přechodu Venuše.

## Vzácné úkazy doprovázející přechod Merkuru
Někdy Merkur přejde pouze po okraji slunečního kotouče. V takovém případě je možné, že v některých částech Země je viditelný pouze částečný přechod (tj. bez druhého a třetího kontaktu). Poslední přechod tohoto typu proběhl 15. listopadu 1999 a předtím 28. října 743. Další nastane 11. května 2391. Také může nastat případ, kdy v některých částech světa je viditelný částečný přechod, zatímco při pohledu z jiných částí Země Merkur zcela Slunce mine. Takový přechod proběhl naposledy 11. května 1937 a předtím 21. října 1342. Znovu se tak stane 13. května 2608.
Extrémně vzácnou událostí je současný přechod Merkuru a Venuše, což se naposledy stalo roku 373 173 př. n. l. a opět se tak stane v letech 60 163 a potom 224 508. 13. září 13 425 budou přechody obou planet následovat pouze 16 hodin po sobě.
Velmi vzácným jevem je také přechod Merkuru současně se zatměním Slunce. Tento úkaz nastal naposledy 27. srpna 11 436 př. n. l. a znovu nastane 5 července 6757, kdy bude viditelný z jižní části Tichého oceánu.

## Přechody Merkuru v minulosti a budoucnosti

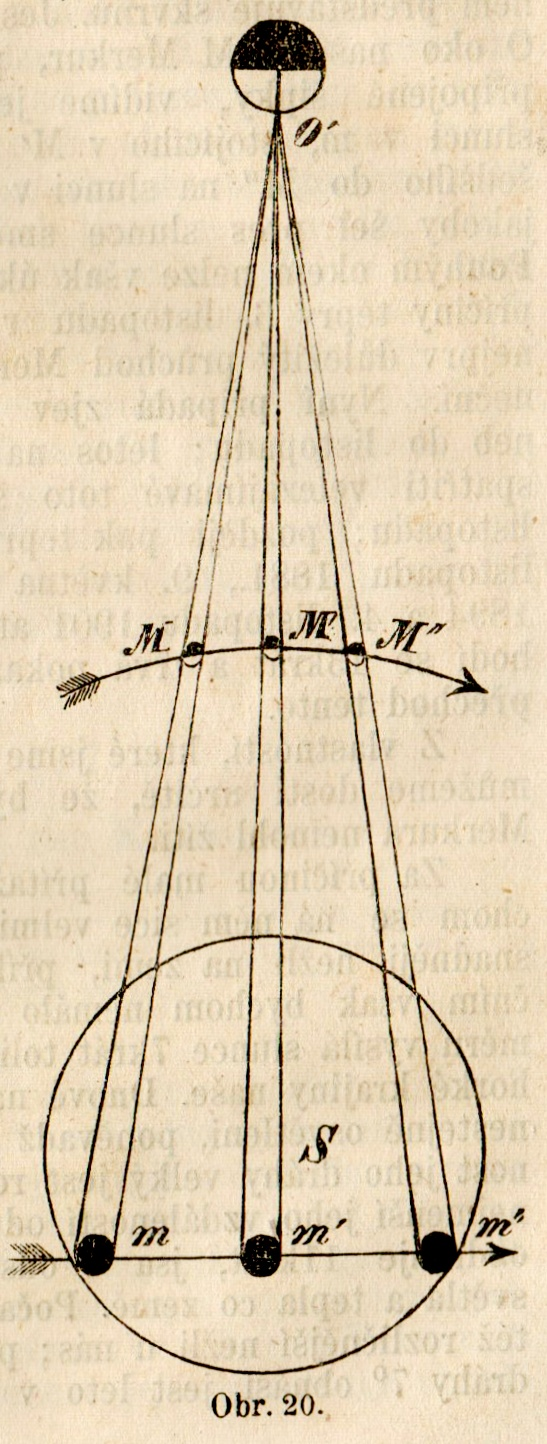
František Josef Studnička: Schema přechodu Merkuru 5. listopadu 1868.

Ačkoliv mnoho vědců se domnívá, že skvrna na Slunci, která byla pozorována roku 807, mohl být právě přecházející Merkur, první potvrzené pozorování pochází ze 7. listopadu 1631 od francouzského astronoma Pierra Gassendiho. Existenci přechodů však již předtím předpověděl Johannes Kepler. Gassendi se o měsíc později také neúspěšně pokoušel pozorovat přechod Venuše, ovšem kvůli Keplerovu nepřesnému výpočtu nevěděl, že ve větší části Evropy nebude viditelný. První přechod Venuše pozorovali až roku 1639 angličtí astronomové Jeremiah Horrocks a William Crabtree.
| Přechody Merkuru v minulosti | Přechody Merkuru v minulosti | Přechody Merkuru v minulosti | Přechody Merkuru v minulosti | Přechody Merkuru v minulosti | Přechody Merkuru v minulosti |
| Datum vrcholu přechodu       | Čas (UTC)                    | Čas (UTC)                    | Čas (UTC)                    | Poznámka |                              |
| Datum vrcholu přechodu       | Začátek                      | Vrchol                       | Konec                        | Poznámka |                              |
| ---------------------------- | ---------------------------- | ---------------------------- | ---------------------------- | --- | ---------------------------- |
| 7. listopadu 1631            |                              |                              |                              | |                              |
| 3. listopadu 1651            |                              |                              |                              | Přechod pozoroval Jeremy Shakerly v Suratu v Indii, o čemž podal v lednu 1652 zprávu Henrymu Osbournovi |                              |
| 3. května 1661               |                              |                              |                              | Přechod nastal v den korunovace anglického krále Karla II. Úkaz v Londýně pozoroval Christiaan Huygens |                              |
| 7. listopadu 1677            |                              |                              |                              | Přechod pozoroval Edmund Halley na ostrově Svaté Heleny, Richard Towneley v Lancashire a Jean Charles Gallet v Avignonu, o čemž 23. května 1678 podal zprávu John Flamsteed ve svém dopise Johannesovi Heveliovi |                              |
| 5. listopadu 1743            |                              |                              |                              | Joseph-Nicolas Delisle koordinoval mezinárodní vědecká pozorování po celém světě |                              |
| 6. května 1753               |                              |                              |                              | |                              |
| 9. listopadu 1769            |                              |                              | 23:09                        | Charles Green a James Cook sledovali přechod z Nového Zélandu Došli k závěru, že Merkur nemá žádnou nebo jen malou atmosféru                                                                                     |                              |
| 9. listopadu 1802            | 06:16                        | 08:58                        | 11:41                        | |                              |
| 12. listopadu 1815           | 00:20                        | 02:33                        | 04:46                        | |                              |
| 5. listopadu 1822            | 01:04                        | 02:25                        | 03:45                        | |                              |
| 5. května 1832               | 09:04                        | 12:25                        | 15:47                        | |                              |
| 7. listopadu 1835            | 17:35                        | 20:08                        | 22:41                        | |                              |
| 8. května 1845               | 16:24                        | 19:37                        | 22:49                        | |                              |
| 9. listopadu 1848            | 11:07                        | 13:48                        | 16:28                        | |                              |
| 12. listopadu 1861           | 05:21                        | 07:19                        | 09:18                        | |                              |
| 5. listopadu 1868            | 05:28                        | 07:14                        | 09:00                        | |                              |
| 6. května 1878               | 15:16                        | 19:00                        | 22:44                        | |                              |
| 7. listopadu 1881            | 22:19                        | 00:57                        | 03:36                        | |                              |
| 9. května 1891               | 23:57                        | 02:22                        | 04:47                        | |                              |
| 10. listopadu 1894           | 15:58                        | 18:35                        | 21:11                        | |                              |
| 4. listopadu 1907            | 10:24                        | 12:07                        | 13:50                        | |                              |
| 7. listopadu 1914            | 09:57                        | 12:03                        | 14:09                        | |                              |
| 8. května 1924               | 21:44                        | 01:41                        | 05:38                        | |                              |
| 10. listopadu 1927           | 03:02                        | 05:46                        | 08:29                        | |                              |
| 11. května 1937              | 08:53                        | 08:59                        | 09:06                        | Viditelný pouze částečný přechod v Jižní Africe, na jihu Arabského poloostrova, v jižní Asii a Západní Austrálii                                                                                                 |                              |
| 11. listopadu 1940           | 20:49                        | 23:21                        | 01:53                        | |                              |
| 14. listopadu 1953           | 15:37                        | 16:54                        | 18:11                        | |                              |
| 6. května 1957               | 23:59                        | 01:14                        | 02:30                        | |                              |
| 7. listopadu 1960            | 14:34                        | 16:53                        | 19:12                        | |                              |
| 9. května 1970               | 04:19                        | 08:16                        | 12:13                        | |                              |
| 10. listopadu 1973           | 07:47                        | 10:32                        | 13:17                        | |                              |
| 13. listopadu 1986           | 01:43                        | 04:07                        | 06:31                        | |                              |
| 6. listopadu 1993            | 03:06                        | 03:57                        | 04:47                        | |                              |
| 15. listopadu 1999           | 21:15                        | 21:41                        | 22:07                        | Z Austrálie, Antarktidy a Jižního ostrova Nového Zélandu viditelný částečný přechod |                              |
| 7. května 2003               | 05:13                        | 07:52                        | 10:32                        | |                              |
| 8. listopadu 2006            | 19:12                        | 21:41                        | 00:10                        | |                              |
| 9. května 2016               | 11:12                        | 14:57                        | 18:42                        | Česká astronomická společnost: Přechod Merkuru 2016 |                              |
| 11. listopadu 2019           | 12:35                        | 15:20                        | 18:04                        | Přechod Merkuru 2019 na stránkách ČAS |                              |

| Přechody Merkuru v budoucnosti | Přechody Merkuru v budoucnosti | Přechody Merkuru v budoucnosti | Přechody Merkuru v budoucnosti | Přechody Merkuru v budoucnosti | Přechody Merkuru v budoucnosti |
| Datum vrcholu přechodu         | Čas (UTC)                      | Čas (UTC)                      | Čas (UTC)                      | Poznámka                       |                                |
| Datum vrcholu přechodu         | Začátek                        | Vrchol                         | Konec                          | Poznámka                       |                                |
| ------------------------------ | ------------------------------ | ------------------------------ | ------------------------------ | ------------------------------ | ------------------------------ |
| 13. listopadu 2032             | 06:41                          | 08:54                          | 11:07                          |                                |                                |
| 7. listopadu 2039              | 07:17                          | 08:46                          | 10:15                          |                                |                                |
| 7. května 2049                 | 11:03                          | 14:24                          | 17:44                          |                                |                                |
| 9. listopadu 2052              | 23:53                          | 02:29                          | 05:06                          |                                |                                |
| 10. května 2062                | 18:16                          | 21:36                          | 00:57                          |                                |                                |
| 11. listopadu 2065             | 17:24                          | 20:06                          | 22:48                          |                                |                                |
| 14. listopadu 2078             | 11:42                          | 13:41                          | 15:39                          |                                |                                |
| 7. listopadu 2085              | 11:42                          | 13:34                          | 15:26                          |                                |                                |
| 8. května 2095                 | 17:20                          | 21:05                          | 00:50                          |                                |                                |
| 10. listopadu 2098             | 04:35                          | 07:16                          | 09:57                          |                                |                                |
| 12. května 2108                | 01:40                          | 04:16                          | 06:52                          |                                |                                |